# Karl-Johan Söderholm
Karl-Johan Söderholm, född 1942 i Jörn, Västerbotten, är en svensk tandläkare och professor, med professurer i både Sverige och USA. Söderholms forskning genom åren har framför allt fokuserats på området dentala biomaterial. Totalt har han publicerat ett hundratal forskningsartiklar, bokkapitel och andra publikationer. Han har också utvecklat ett flertal webbaserade undervisningspaket.

## Biografi
Efter avlagd studentexamen 1962, studerade Söderholm odontologi i Malmö och Umeå, och avlade sin tandläkarexamen vid Umeå universitet 1967. Efter avlagd tandläkarexamen tjänstgjorde han vid folktandvårdsklinikerna i Lycksele och Jörn innan han på sommaren 1969 återvände till Umeå som assistenttandläkare vid avdelningen i odontologisk teknologi vid tandläkarhögskolan i Umeå. Där påbörjade han forskning inom området dentala amalgamer, samtidigt som han tog olika universitetskurser i ämnen såsom programspråk, numeriska analytiska metoder, kemi, matematik och fysik. Han erhöll en fil kand-examen i materialfysik 1976.
Från januari till juli 1977 studerade Söderholm materialvetenskap vid University of Sussex, Storbritannien. Dessa studier fokuserade på hydrolytisk nedbrytning av dentala kompositer under ledning av doktor Paul Calvert och resulterade i en Master of Philosophy (MPhil) examen (motsvarar närmast fil.mag.) från University of Sussex i juni 1979. Under tiden juli 1977 till maj 1978 tjänstgjorde Söderholm som forskare vid Scandinavian Institute of Dental Materials (som sedan bytte namn till Nordiskt Institut för Odontologisk Materialprövning, NIOM), i Oslo. Det var också där som han avslutade sina forskningsprojekt som påbörjats vid University of Sussex. Från maj 1978 till april 1981 tjänstgjorde Söderholm som distriktstandläkare vid skoltandvårdskliniken på Teg. Under åren 1979 till 1981 tjänstgjorde han också som gästforskare vid NIOM i Oslo.
I april 1981 emigrerade Söderholm till USA för att uppta en tjänst som assistant professor vid avdelningen för dentala biomaterial vid College of Dentistry, University of Florida, Gainesville, Florida. De första åren i Gainesville fortsatte Söderholm forskningen rörande hydrolytisk nedbrytning av dentala kompositmaterial, och dessa resultat resulterade i en odontologisk doktorsexamen 1984 från Umeå universitet under ledning av professor Maud Bergman. Året 1986 erhöll Söderholm en tjänst som associate professor och 1991 en tjänst som full professor i dentala biomaterial vid College of Dentistry, University of Florida. Söderholm erhöll också en adjunct professor-tjänst i  materialvetenskap vid College of Engineering, University of Florida. År 1992 utnämndes Söderholm till professor i odontologisk klinisk teknologi[var och vid vilket universitet?], en tjänst som Söderholm tillträdde i augusti det året, men som han lämnade i maj 1993 för att återvända till Gainesville, Florida.
Söderholms forskning genom åren har framför allt fokuserats på områden såsom faser i dentala amalgamer, degradering av resiner, fillerpartiklar (fyllnadspartiklar) och filler-resin bindningsmedel i dentala kompositer och dentala adhesiver. Totalt har Söderholm genom åren publicerat ett hundratal forskningsartiklar, bokkapitel och andra publikationer. Han har också utvecklat ett flertal webbaserade undervisningspaket.